# Lương Thiện
Lương Thiện là một xã thuộc huyện Sơn Dương, tỉnh Tuyên Quang, Việt Nam.

## Diện tích, dân số
Xã có diện tích 32,48 km², dân số năm 1999 là 2815 người, mật độ dân số đạt 87 người/km².